# Granitovo
Granitovo (bulgariska: Гранитово) är ett distrikt i Bulgarien.   Det ligger i kommunen Obsjtina Elchovo och regionen Jambol, i den sydöstra delen av landet, 270 km öster om huvudstaden Sofia.
Omgivningarna runt Granitovo är en mosaik av jordbruksmark och naturlig växtlighet. Runt Granitovo är det ganska glesbefolkat, med 26 invånare per kvadratkilometer.